# عباس غريب
عباس غريب هو مهندس إيطالي من أصل إيراني. وقد كان نهجه في التخطيط والتصميم يتخطى الحداثة التقليدية أو الشكل المعاصر، وهو معروف كشخصية مؤثرة في أبحاث وممارسة وتدريس الفن وعمارة بعد المعاصرة [الإنجليزية].

## وصلات خارجية
- الموقع الرسمي
- Susanna Grego, "Conversazione con Abbas Gharib", Architetti Verona 62 p. 34–35,
- Abbas Gharib, Digital Scapes: Global Remix, 38° Maromomacc Italy,
- Ad Abbas Gharib, كتب جوجل;